# Fort Benjamin Hawkins
Le fort Benjamin Hawkins, du nom du colonel Benjamin Hawkins (1754-1816), qui était l'interprète francophone de George Washington, a été construit en 1806 par le nouveau gouvernement américain, contribuant à l'histoire de la Géorgie, sous l'administration du président Thomas Jefferson, pour tenir en respect les anciens territoires indiens situés près de la rivière Ocmulgee, qui reliait à la côte le futur site de la ville de Macon, nommée d'après l'homme d'État de Caroline du Sud Nathaniel Macon.
Situé aux frontières d'une immense réserve indienne s'étendant dans l'ouest de la Géorgie, il a servi lors de la guerre de 1812 de frontière pour les colons combattants contre les Indiens et les Anglais. Avant cette date, les indiens Creeks sont incités à se transformer en planteurs de coton mais sont exposés aux pressions croissantes des planteurs de coton blanc qui souhaitent leur racheter leurs terres. Ces planteurs de coton viennent des ports d'Augusta et Savannah.
Plusieurs douzaines de familles blanches vivent dès cette époque autour du fort, qui est idéalement situé sur le cours de la rivière. En 1823, une loterie aboutit à la distribution de terres puis en dix ans à l'installation de 3 000 familles produisant 69 000 balles de coton, dans ce qui est devenu la ville de Macon.